# 香川京子
香川 京子（かがわ きょうこ、1931年〈昭和6年〉12月5日 - ）は、日本の女優。本名は、牧野 香子（）。茨城県行方郡麻生町（現行方市）生まれ。東京都立第十高等女学校卒業。身長162 cm、体重45 kg。

## 来歴・人物
茨城県行方郡麻生町（現・行方市）で生まれる。生まれてすぐに父親の仕事の都合で兵庫県の芦屋へ移る。
小学校に入る1年前に東京に戻るも、女学校に上がった1944年に空襲を避けるため、茨城県の下館に疎開。間もなく母親が麻生町に疎開したため、自らも麻生町に戻る。
女学校時代は勤労奉仕ばかりで、勉強することはあまりなかった。
1945年に東京に移り住む。

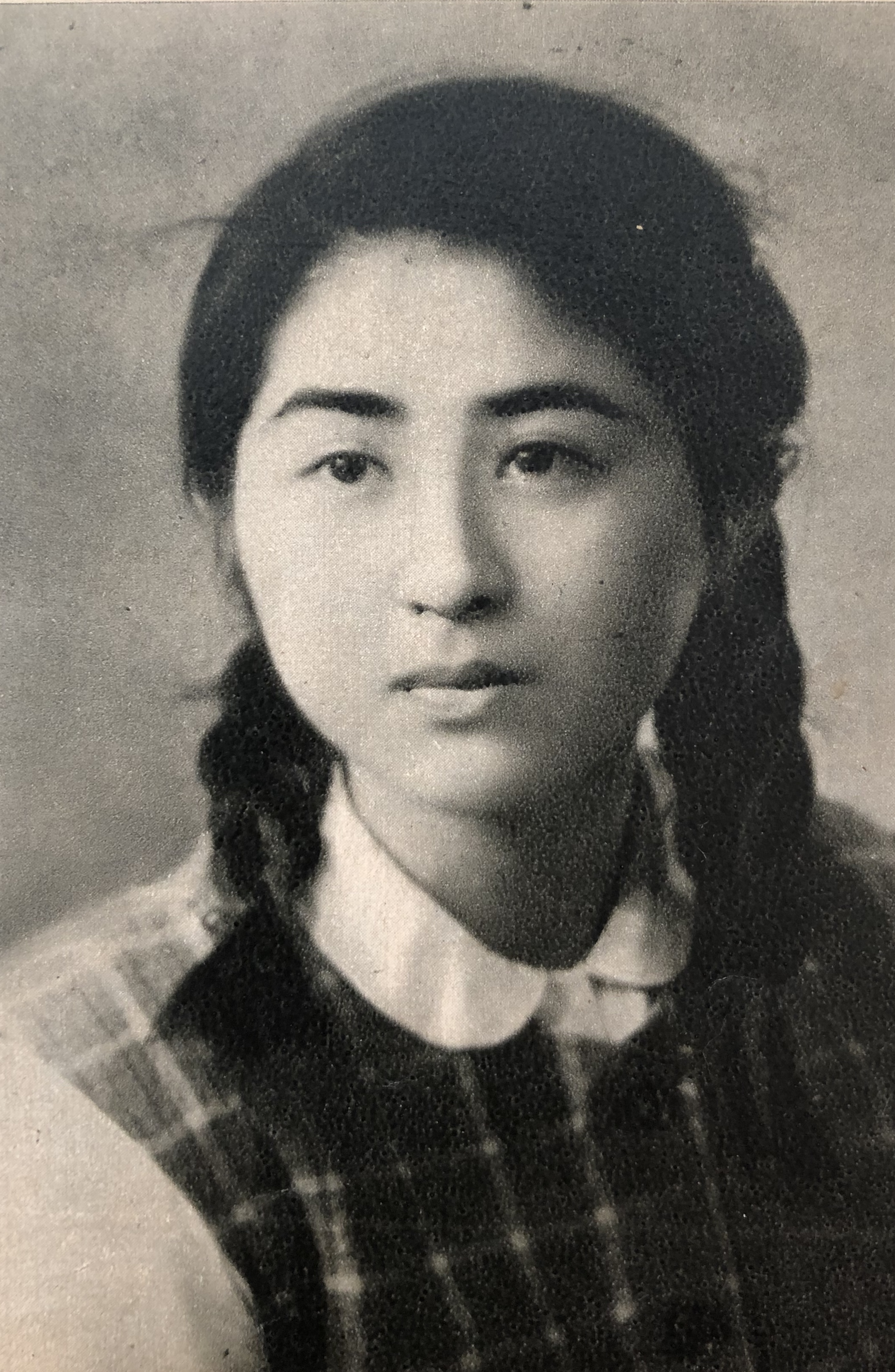
1949年

1949年に東京都立第十高等女学校を卒業。東京新聞主催の「ニューフェイス・ノミネーション」で 約6000名の中から合格し、新東宝へ入社する。女学校卒業時に漠然と将来を考えた際に、当初は英語の勉強をしたいと考えていたが家庭の事情で断念。『白鳥の湖』を観賞してバレリーナになりたいと考えるも、専門家から、目指すには遅すぎると指摘され、どうしようか考えあぐねている時に新聞のニューフェイス募集記事が目に止まって応募したという。一般会社の入社試験も同時進行で受けており、最終面接とニューフェイスのカメラテストでの最終試験が重なってしまうが、母の助言もあり、女優の道に進むことになる。
同年、映画『帰国』でデビュー。
芸名は映画会社で用意されていたものがしっくり来ず、家族と自身で考えたもの。本名の「香」と言う文字はどうしても用いたく、「きょうこ」という音も用いられるために決定したという。

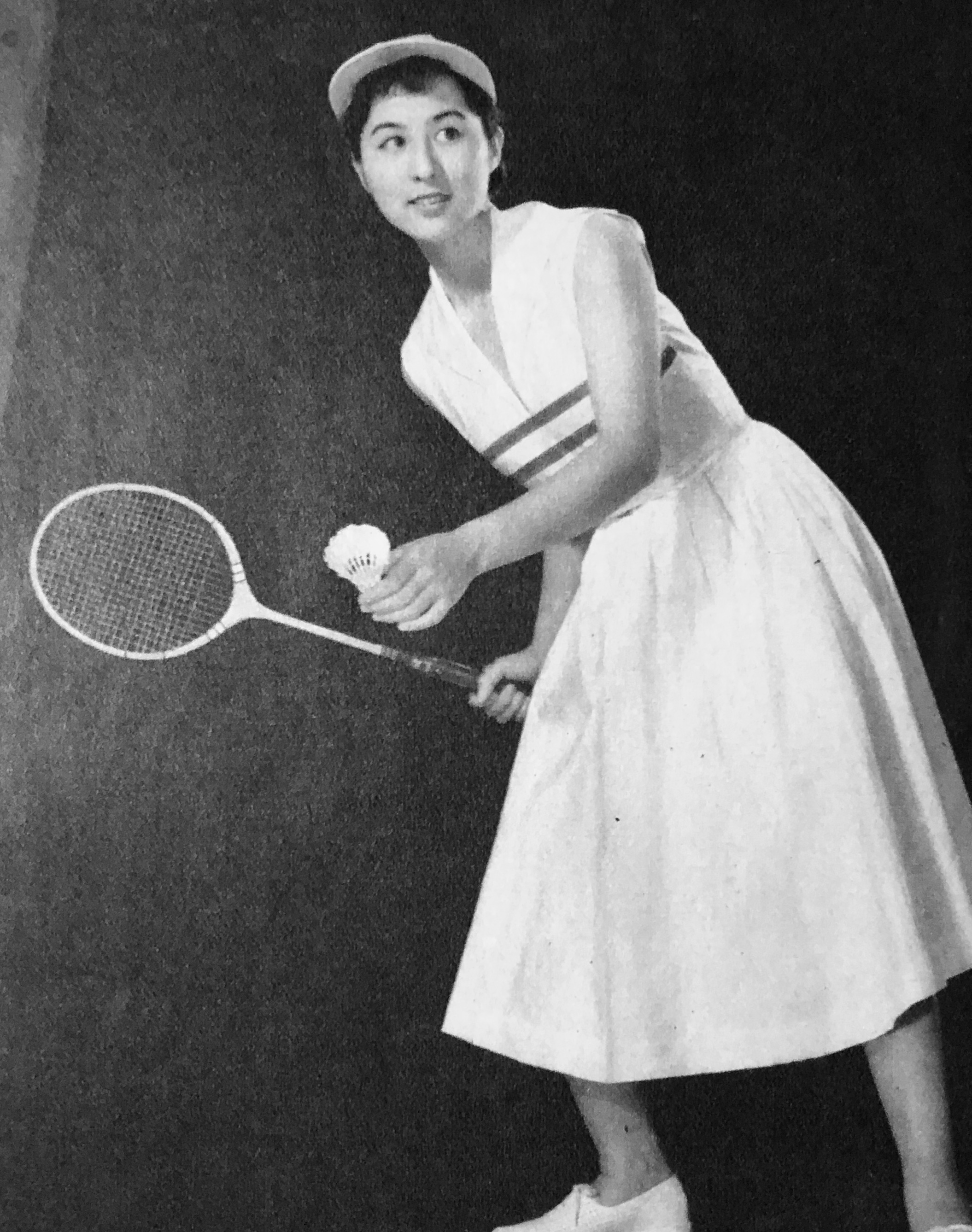
1954年

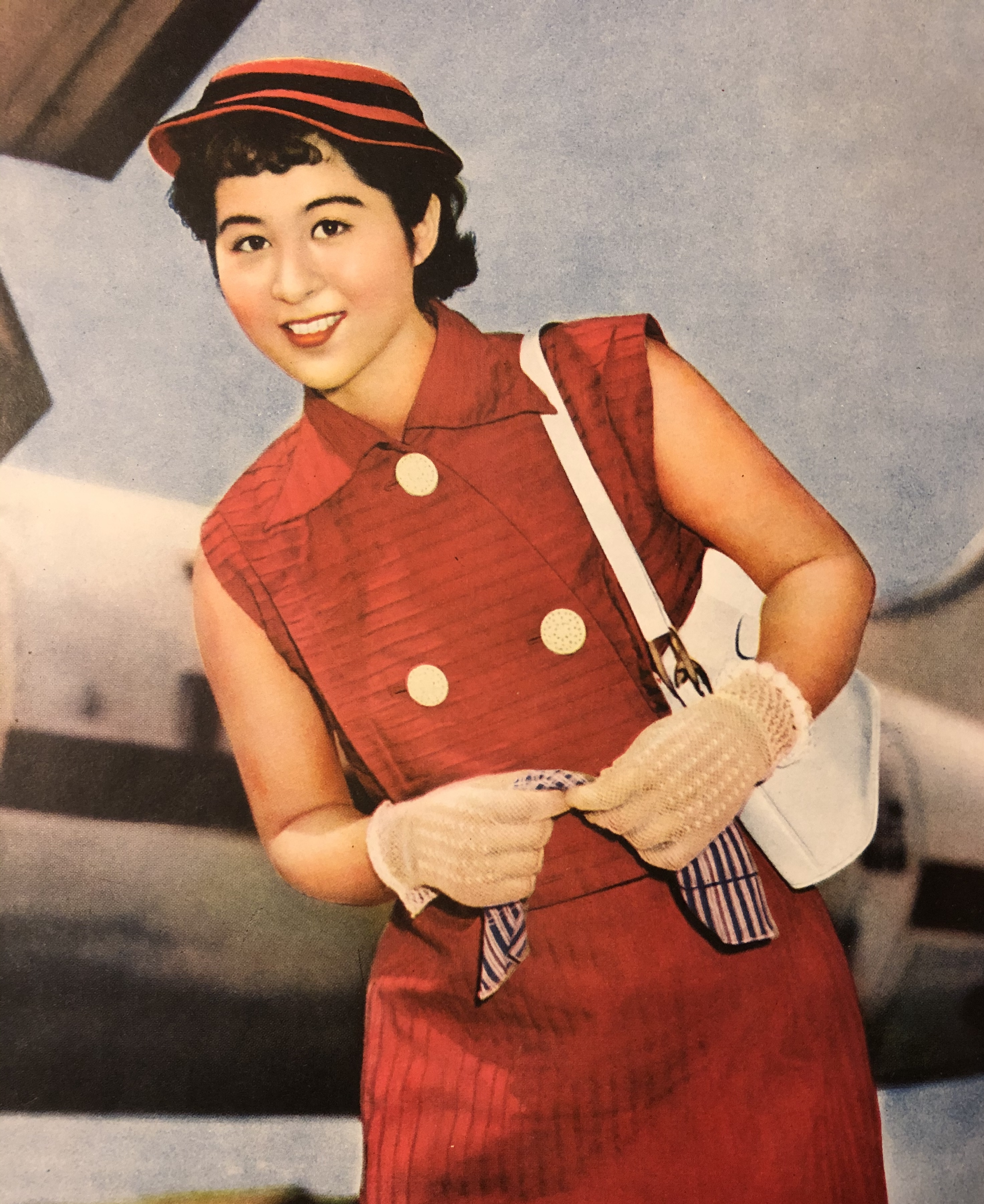
『サンケイグラフ』1954年9月5日号より

映画会社専属が当たり前だった時代だが、大手映画会社間の五社協定ができる前の1953年にフリーになったおかげで、各映画会社の黄金期の多くの巨匠たちの作品に出演する。本人は「個性のない普通の雰囲気が使いやすかったのだと思う」と謙遜して答えている。
『ひめゆりの塔』への出演が転機になったようで、女優としての意義を意識するようになった。監督の今井正からは役作りのために役になりきってひめゆり学徒隊に志願した理由を書く作文を書かされ、とても勉強になったと述べている。
続いて成瀬巳喜男監督の作品に次々に出演し、さわやかな演技で人気女優となる。
溝口健二監督の『近松物語』ではヒロインを演じ、初の人妻を演じる。当時は未婚であったため、溝口監督独特の演技指導しない演出も重なって、既婚者の動作が中々演じられなかったという。本人の思い出に残る作品であり、監督に「芝居は相手の言葉や動きに反射してでてくる。反射して下さい」と言われ、「できるまでやらされ死ぬほどつらかったが、芝居の基本を教えてもらいありがたかった」と振り返っている。
黒澤明監督の作品にも多く出演し、黒澤作品の看板役者であった三船敏郎の恋人役や妻役を演じることが多かった。黒澤作品において、三船とは9回の共演回数を誇る。特に思い出深い作品は『悪い奴ほどよく眠る』であるという。
『モスラ』（1961年）で共演した小泉博は、香川について明るく知的で、お嬢さん役として素晴らしいという定評であったと証言している。東宝の照明技師であった高島利雄は、現場で一緒に撮った写真をわざわざ送ってくれるなど、気さくな人物であったと述懐している。
1963年、読売新聞記者の牧野拓司と結婚。
1965年、『赤ひげ』に出演して以降、出産を経験。夫の海外赴任先であるニューヨークへ同行し、映画の世界を3年ほど離れることになる。ニューヨーク在住時には1965年北アメリカ大停電を経験している。
1968年に帰国。 映画が斜陽になり、テレビドラマ・舞台へも活動の場を広げる。
テレビドラマでは石井ふく子・橋田寿賀子両者の作品に多く出演した。
1998年には紫綬褒章、2004年には旭日小綬章をそれぞれ受賞した。
映画撮影時の記念アルバムなどの資料は東京国立近代美術館フィルムセンターに寄贈され、展示室で公開されている。そうした映画保存活動への貢献が評価され、2011年10月24日に第24回東京国際映画祭の会場で日本人・アジアの映画女優として初となるFIAF賞（国際フィルム・アーカイヴ連盟賞）が授与された。FIAF賞受賞記念として、映画祭で、「香川京子と巨匠たち」として9作品特集上映され、また、東京国立近代美術館フィルムセンターで、「映画女優 香川京子」として45作品特集上映され、企画展示室にて「映画女優 香川京子」展として特別展示された。

## エピソード

### 出演作品でのエピソード
- 小津安二郎監督の『東京物語』では、小津作品に出演できる嬉しさより、大ファンだった原節子と共演できる喜びの方が大きかったという。原の人気は凄まじく、尾道でのロケ日にはロケ地である尾道駅に人が殺到していたそうである[17]。
- 溝口健二監督の『近松物語』では、当初、南田洋子が演じた役を演じる予定だったが『山椒大夫』での演技力から、ヒロインの人妻・おさん役に抜てきされたという[18][19]。京都の言葉や着物で歩くことや人妻役も初めてで、「当時は何も分からないでおさん役をやることになった」と語っている[18]。また、母親役の浪花千栄子に京言葉の指導を受けたり、衣裳部から着物を借りて旅館で歩く練習もしたと振り返っている[19]。
- 黒澤明監督の『悪い奴ほどよく眠る』では、撮影中に車から降りるシーンで、シートベルトをしておらず誤って車がブレーキをかけて止まった反動で、フロントガラスに頭から突っ込んでしまい、顔を何針も縫うほどの大怪我を負ってしまった。傷も大きかったので、香川は「もう女優の仕事はダメかもしれない」と引退を本気で覚悟したという。このとき香川が運ばれた病院にマスコミが集まってくるが、三船敏郎が香川の病室のドアの前に立ち、すべての取材を断ったという[20]。
- 40代後半から50代にかけて、個性のない母親役を演じる事が多くなり、一時期女優をやめようか悩んでいた事もあった。しかし、熊井啓監督の『式部物語』で初めて老女の役を演じた事が転機となり、自分に迷いがなくなり再び楽しい気持ちで仕事に向き合えるようになったという[21]。
- 石井ふく子とは新東宝時代からの長年の親友（石井が2年先輩[22]）で、プライベートではよく2人で旅行もした[23]。また、石井がプロデューサーとして初めて手掛けたテレビドラマ『橋づくし』で香川に出演を依頼した際には、五社協定がある中で所属先の映画会社と喧嘩してまで同作に出てくれたという[24]。

### その他
- 藤間紀子とは遠縁にあたる。また、藤間は香川の紹介で歌舞伎役者の二代目松本白鸚と知り合った[25]。
- 1971年4月に行われた東京都知事選挙では、社会党・共産党推薦の美濃部亮吉を応援。選挙公報に記された支持者一覧に名を連ねた[26]。

## 出演

### 映画
- 影を慕いて（1949年）
- 帰国（ダモイ）（1949年）
- 窓から飛び出せ（1950年）
- 青春デカメロン（1950年）
- 君と行くアメリカ航路（1950年）
- 細雪（1950年）
- 東京のヒロイン（1950年）
- 大利根の夜霧（1950年）
- 若様侍捕物帳 謎の能面屋敷（1950年）
- 腰抜け二刀流（1950年） - おこと 役
- 孔雀の園（1951年）
- 銀座化粧（1951年）
- 若様侍捕物帳 呪いの人形師（1951年）
- 覗かれた足（1951年）
- 高原の駅よさようなら（1951年）

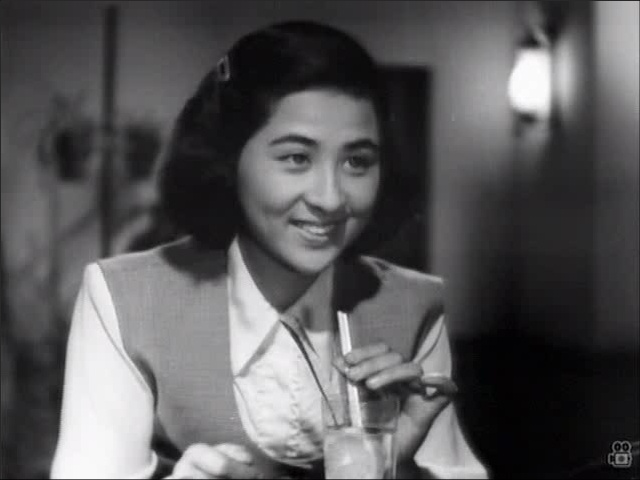
『東京のヒロイン』（1950年）

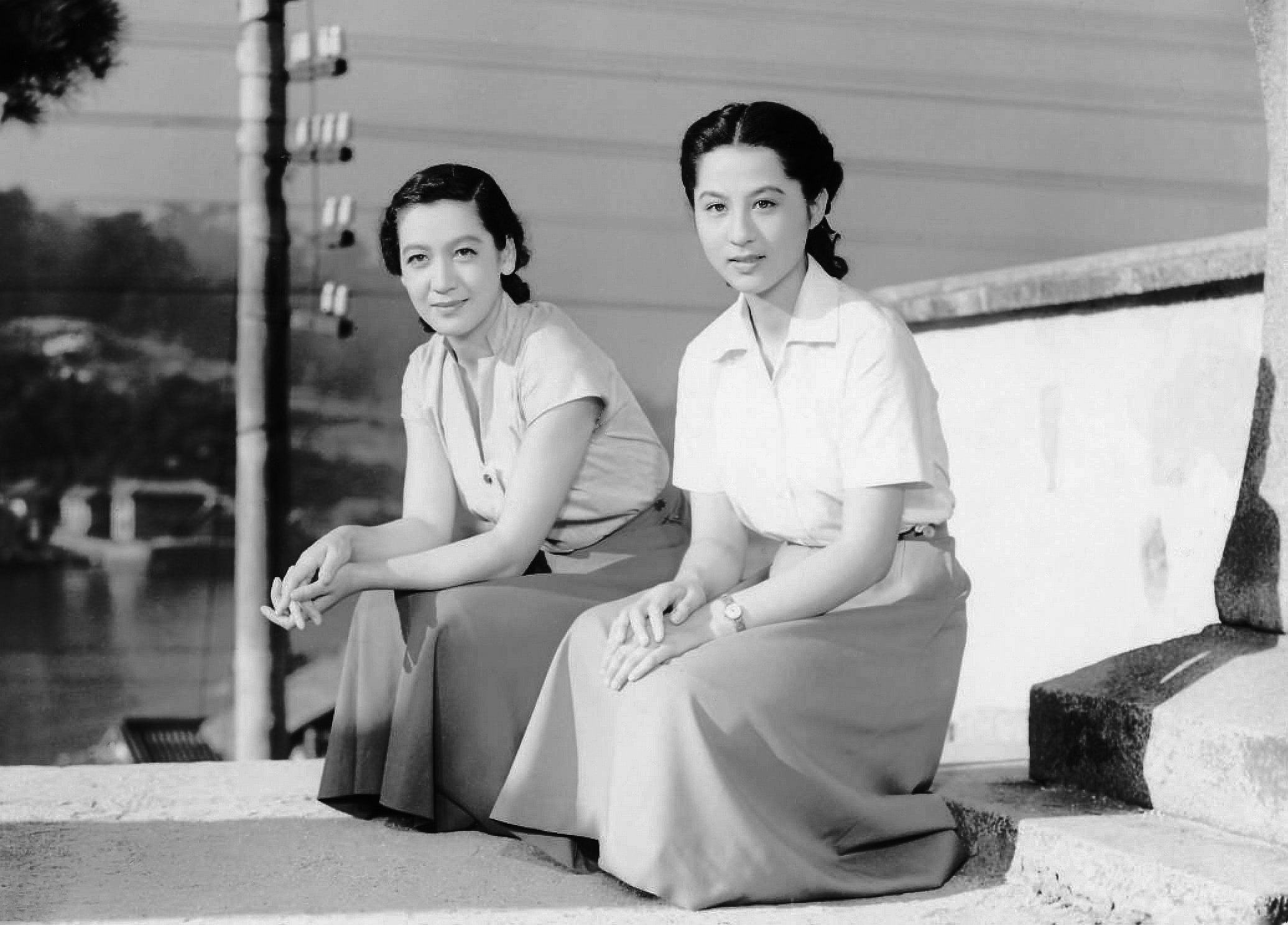
『東京物語』（1953年）

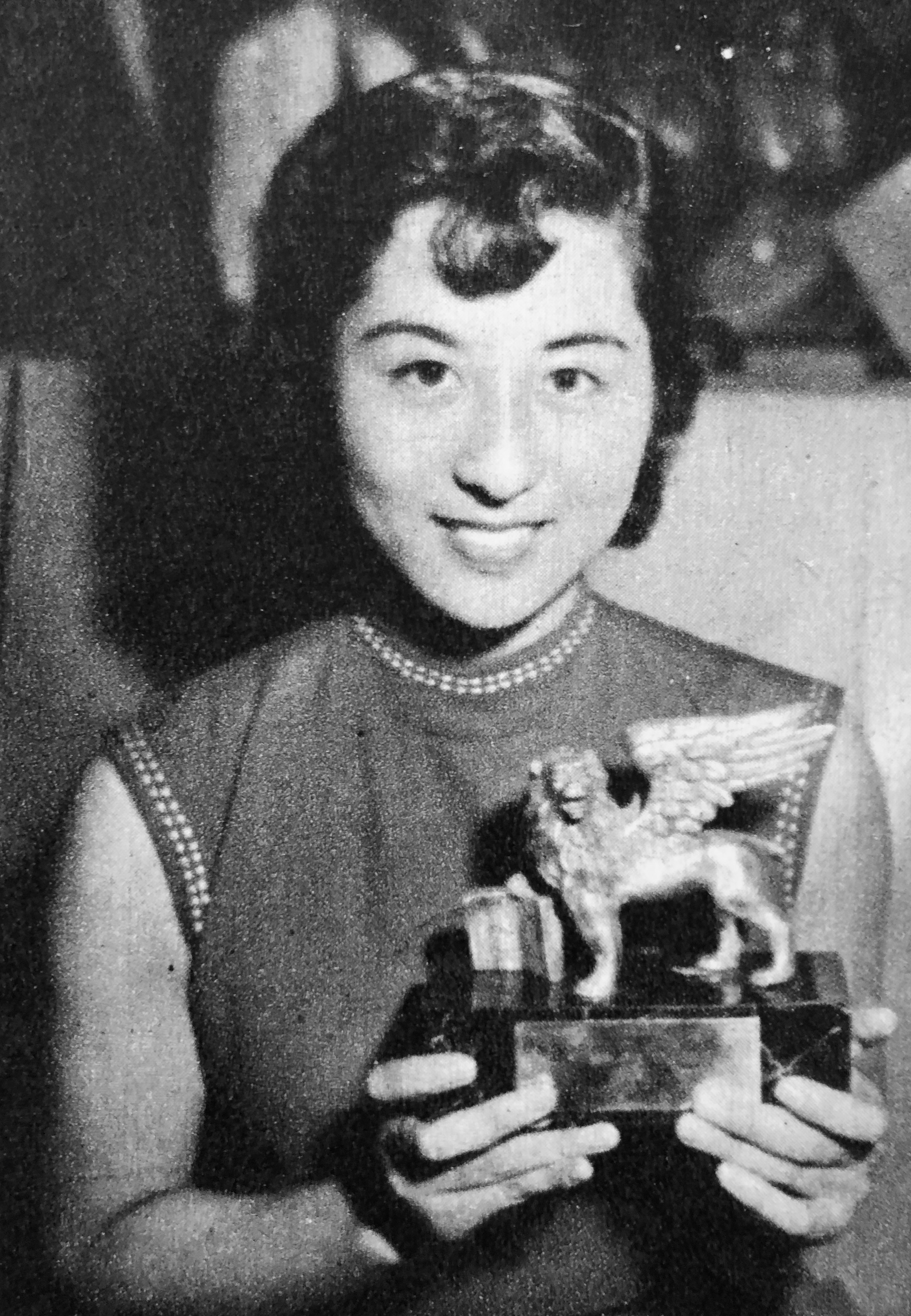
香川とヴェネツィア国際映画祭銀獅子賞のトロフィー（1954年9月、受賞作品は『山椒大夫』）

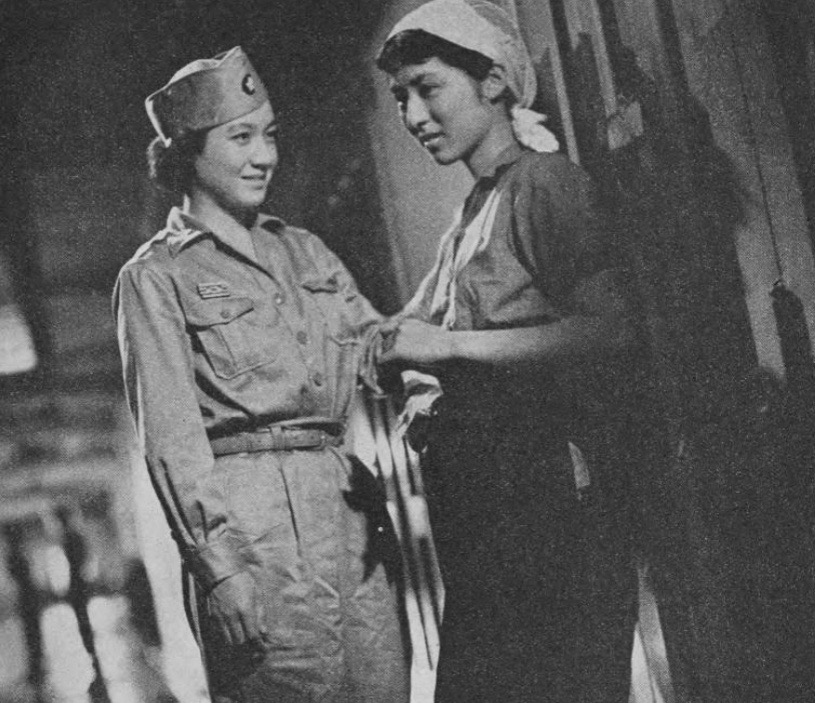
『女囚と共に』（1956年）

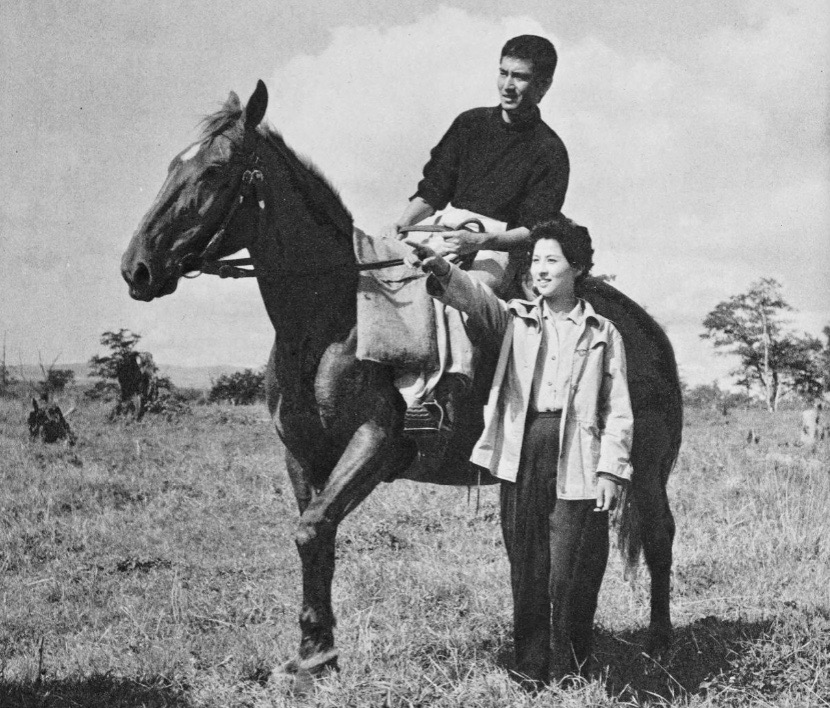
『森と湖のまつり』（1958年）

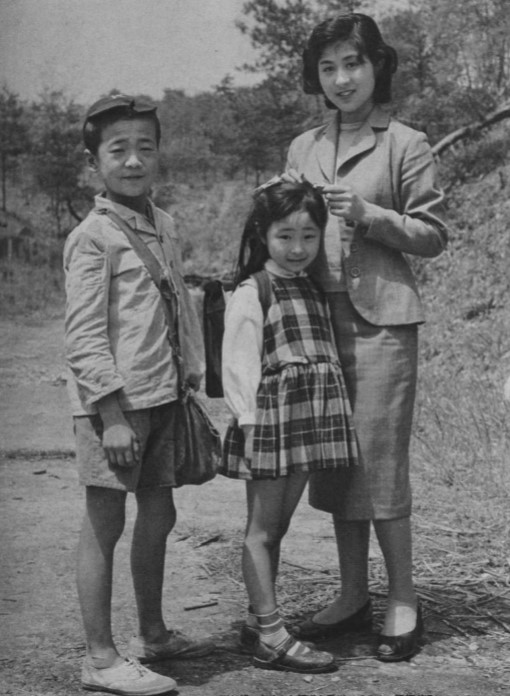
『つづり方兄妹』（1958年）

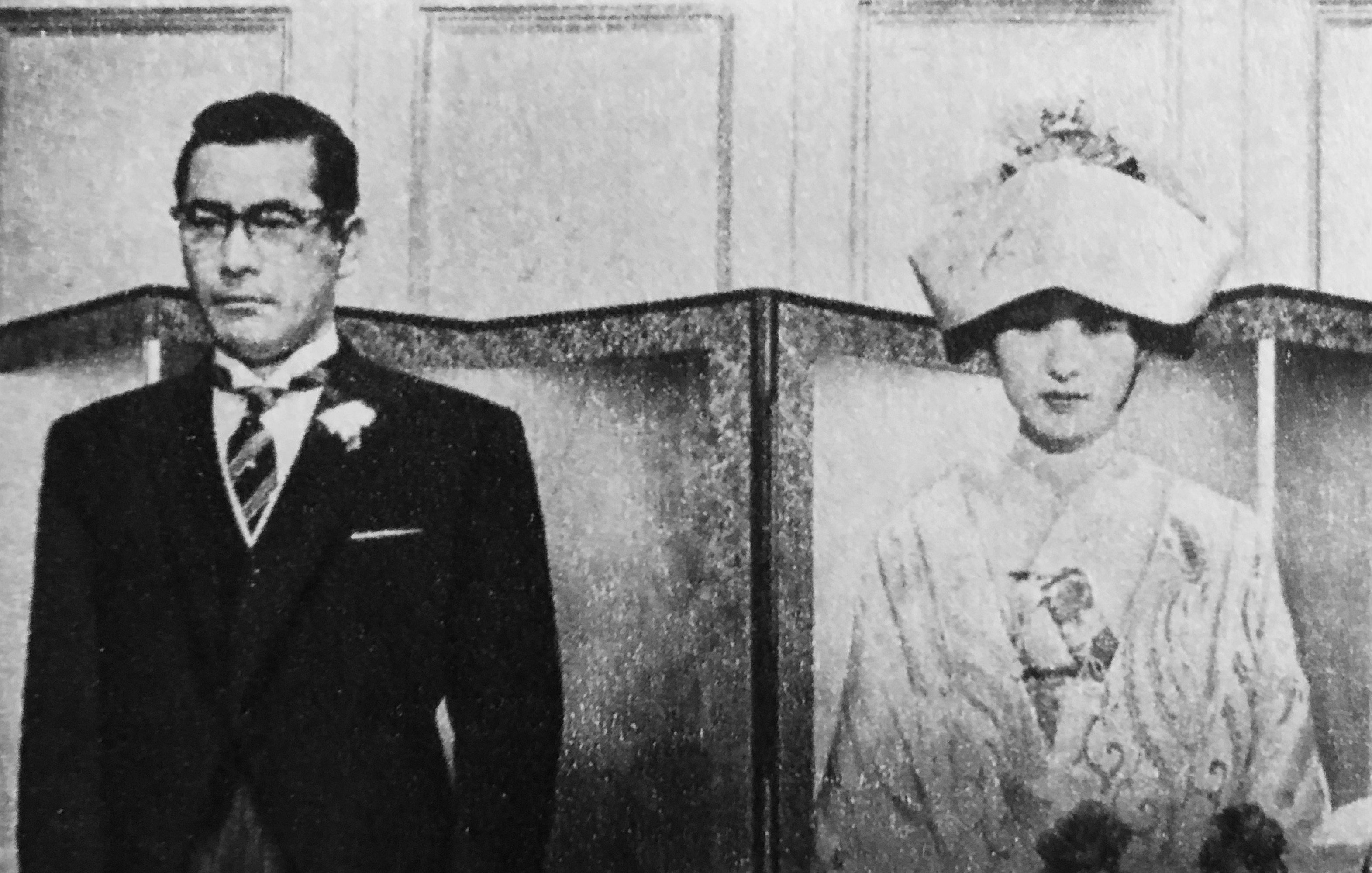
『悪い奴ほどよく眠る』（1960年）

- 暁の急襲（1951年） - 村田由紀江 役
- 唐手三四郎（1951年）
- 大空の誓い（1952年）
- 嵐の中の母（1952年） - 坪井登美 役
- 上海帰りのリル（1952年）
- チャッカリ夫人とウッカリ夫人（1952年）
- 黎明八月十五日（1952年）
- 朝の波紋（1952年）
- 金の卵（1952年）
- 乾杯！東京娘（1952年） - 敏子役
- おかあさん（1952年） - 福原年子 役
- 大学の小天狗（1952年）
- 勘太郎月夜唄（1952年）
- モンテンルパの夜は更けて（1952年）
- 稲妻（1952年）
- 嵐の中の母（1952年）
- ひめゆりの塔（1953年）
- 韋駄天記者（1953年）
- 姫君と浪人（1953年）
- 愛欲の裁き（1953年）
- その妹（1953年）
- 明日はどっちだ（1953年）
- 誘蛾燈（1953年）
- 東京物語（1953年） - 平山京子 役
- 恋文（1953年）
- 叛乱（1954年）
- 山椒大夫（1954年）
- 美しい人（1954年）
- 勲章（1954年）
- 母の初恋（1954年） - 緑川阿佐子 役
- 近松物語（1954年）
- 女の暦（1954年）
- ともしび（1954年）
- 鉄火奉行（1954年）
- 慈悲心鳥（1954年）
- 愛すればこそ（1955年）
- 七つの顔の銀次（1955年）
- 暁の合唱（1955年）
- のんき裁判（1955年）
- 獄門帳（1955年）
- しいのみ学園（1955年）
- 王将一代（1955年） - 坂田君子 役
- 青銅の基督（1955年） - モニカ 役
- 青カ島の子供たち 女教師の記録（1955年）
- いらっしゃいませ（1955年）
- 何故彼女等はそうなったか（1956年）
- 奥様は大学生（1956年）
- 女囚と共に（1956年）
- 新・平家物語 静と義経（1956年）
- 猫と庄造と二人のをんな（1956年）
- 天下大風（1956年）
- 流転（1956年）
- 鼠小僧忍び込み控（1956年）
- 黒帯三国志（1956年）
- あばれ行灯（1956年）
- 森繁よ何処へ行く（1956年）
- 驟雨（1956年）
- 嵐の中の男（1957年）
- 女殺し油地獄（1957年）
- 地上（1957年）
- 大阪物語（1957年）
- 柳生武芸帳（1957年）
- ひかげの娘（1957年）
- どん底（1957年） - かよ 役
- 女であること（1957年）
- 乾杯!見合結婚（1958年）
- 東京の休日（1958年）
- 杏っ子（1958年）
- 銭形平次捕物控 鬼火燈篭（1958年）
- つづり方兄妹（1958年）
- 赤い陣羽織（1958年）
- フランキーの僕は三人前（1958年）
- 森と湖のまつり（1958年）
- 銭形平次捕物控 雪女の足跡（1958年）
- かげろう笠（1959年）
- 愛情不動（1959年）
- 愛の鐘（1959年）
- 日本誕生（1959年） -  美夜受姫 役[4][3]
- 人間の壁（1959年）
- 風雲児 織田信長（1959年）
- 大江戸の侠児（1960年）
- あらくれ大名（1960年）
- 悪い奴ほどよく眠る（1960年） - 岩淵佳子 役
- 疵千両（1960年）
- 幽霊繁盛記（1960年） - おせつ 役
- 大坂城物語（1961年）
- 黒い画集 ある遭難（1961年） - 岩瀬真佐子 役
- モスラ（1961年） - 花村ミチ 役[出典 2]
- 女ばかりの夜（1961年）
- 明日ある限り（1962年）
- 霧の港の赤い花（1962年）
- 早乙女家の娘たち（1962年） - 早乙女松子 役
- 天国と地獄（1963年） - 権藤伶子 役
- 赤ひげ（1965年） - 狂女 役
- 華麗なる一族（1974年） - 美馬一子 役
- ある映画監督の生涯 溝口健二の記録（1975年）
- 翼は心につけて（1978年） - 鈴木佳代 役
- 男はつらいよ 寅次郎春の夢（1979年） - マドンナ（高井圭子 役）[27]
- 春駒のうた（1986年）
- 式部物語（1990年） - 大友伊佐 役
- まあだだよ（1993年） - 奥さん 役
- 蒼い記憶 満蒙開拓と少年たち（1993年） - ナレーター
- 深い河（1995年）
- Shall we ダンス?（1996年） - 岸川恵子 役
- ワンダフルライフ（1999年） - 渡辺京子 役
- 阿弥陀堂だより（2002年） - 幸田ヨネ 役
- 天国の本屋〜恋火（2004年） - 桧山幸 役
- 赤い鯨と白い蛇（2005年） - 雨見保江 役
- 自由戀愛（2005年）
- 東南角部屋二階の女（2008年） - 夏見藤子 役
- BALLAD 名もなき恋のうた（2009年） - 吉乃 役
- インターミッション（2013年） - 香川京子（本人役） 役
- 薩チャン正ちゃん　戦後民主的独立プロ奮闘記（2015年）
- 青時雨（2015年） - サキ 役
- 東京の日（2015年） - 未知子 役
- 天使のいる図書館（2017年） - 芦高礼子 役[28]
- おもてなし（2018年）
- MIFUNE: THE LAST SAMURAI（2018年）
- モルエラニの霧の中（2021年）  - 蕗子 役
- 峠 最後のサムライ （2022年）  - お貞 役[29]
- 島守の塔（2022年） - 比嘉凛（戦後） 役[30]

### テレビドラマ
- 東芝日曜劇場「橋づくし」（1958年、KRテレビ）[22]
- いろはにほへと（1959年、KRT） - 松本美沙 役
- 大河ドラマ（NHK総合）
  - 「花の生涯」（1963年） - 秋山志津 役
  - 「樅ノ木は残った」（1970年） - くみ 役
  - 「春日局」（1989年） - 寧々 役
- 二十四の瞳（1964年 、東京12チャンネル） - 大石先生 役
- 肝っ玉かあさん（1968年 - 1972年、TBS） - 下元忍 役
- 日曜劇場「ママ日曜でありがとう」（1965年 - 1969年、TBS） - 萌子 役
- 台風娘がやって来た（1968年 、朝日放送）
- 天皇の世紀（1971年 、朝日放送） - 野村望東尼 役
- 土曜日の女シリーズ / 明日に喪服を（1973年、NTV）
- 寿の日（1975年、TBS）- 竹山志津子 役
- 明日がござる（1975年、TBS） - 世渡静枝 役
- 連続テレビ小説（NHK総合）
  - 「水色の時」（1975年） - 松宮房子 役
  - 「ふたりっ子」（1996年 - 1997年） - 有沢理佐子 役
  - 「芋たこなんきん」（2006年 - 2007年） - 花岡和代 役
- 家族（1977年、TBS）
- 女たちの忠臣蔵（1979年、TBS） - つね 役
- 火曜サスペンス劇場「球形の荒野」（1981年、日本テレビ） - 野上孝子 役
- おはよう24時間（1982年、TBS）
- 銀河テレビ小説（NHK総合）
  - 新宿ものがたり（1984年） - 民枝 役
- 妻の旅立ち（1984年、TBS）
- 必殺仕事人V (1985年、朝日) - おばば 役
- 忠臣蔵・女たち・愛（1987年、TBS） - 大石りく 役
- ドラマ23「こまったもんだthey!?」（1988年、TBS）
- 忠臣蔵・いのちの刻（1988年、TBS） - 濱松屋おくに 役
- 白旗の少女（1990年、CX） - うし 役
- 金曜ドラマシアター「主婦たちのざけんなヨIII」（1992年、CX）
- 渡る世間は鬼ばかり（1993年 - 1994年、TBS） - 田村綾子 役
- はやぶさ新八御用帳（1993年、NHK総合） - ナレーション
- 藏（1995年、NHK総合） - 田乃内むら 役
- 鳥帰る（1996年5月4日、NHK総合）
- オトナの男（1997年、TBS） - 成瀬彩子 役
- 上杉鷹山-二百年前の行政改革-（1998年、NHK総合） - 紀伊 役
- ふたつの愛（1998年、NHK総合）
- 一絃の琴（2000年、NHK総合） - 澤村袖 役
- 夫についての情報（2000年、NHK総合）
- 明るいほうへ 明るいほうへ（2001年、TBS） - 金子ウメ 役
- ちゅらさん2（2003年、NHK総合） - 紺野真知子 役
- 家政婦は見た!（第20作）（2002年、テレビ朝日） - 叶茂子 役
- はんなり菊太郎（2002年、NHK総合） - 政江 役
- 帰ってきたロッカーのハナコさん（2003年、NHK総合） - 羽根田小春 役
- 自由戀愛（2005年、WOWOW）
- 新・はんなり菊太郎（2007年、NHK総合） - 政江役
- サイレント・プア（2014年、NHK総合） - 江田房枝 役
- この世界の片隅に（2018年、TBS） - 北條節子（現代） 役
- サギデカ（2019年、NHK総合） - 今宮しのぶ 役

### 舞台
- 「おんな太閤記」より　旦那さま大事

### テレビ番組
- 知ってるつもり?!（日本テレビ）
  - 21世紀への伝言 「ガンジー&キング牧師 非暴力-人種差別との闘い-」（2000年）[31]
  - 「ひめゆり学徒隊」（2000年）[31]
  - 20世紀伝説「独裁者たち」（2001年）[31]
- スタジオパークからこんにちは（2002年・2006年、NHK総合）[31]
- 生誕100年 小津安二郎特集 「小津が愛した女優たち」（2004年、NHK総合]）[31]
- 生活ほっとモーニング・2部 「この映画が青春だった バーグマンの笑顔に乾杯!～女優・香川京子」（2004年、NHK総合）[31]
- ザ・ワイド（2005年、日本テレビ）[31]
- 旅の香り 「氷川きよしスペシャル」（2006年、テレビ朝日）[31]
- 生活ほっとモーニング・1部 「この人にトキメキっ! 香川京子」（2007年、NHK総合）[31]
- 芋たこなんきん 思い出スペシャル （2007年、NHK総合）[31]
- NHKアーカイブス 「1996・ドラマ“鳥帰る”」（2011年、NHK総合）[31]
- NHKプレマップ（2014年、NHK総合）[31]
- あさイチ「プレミアムトーク 香川京子」（2014年、NHK総合）[31]
- スーパーJチャンネルスペシャル 終戦70年特別企画 いま、言い伝えるべきこと（2015年、テレビ朝日）[31]
- サワコの朝（2015年、TBS）[31]
- クローズアップ現代「原節子 永遠に美しく」（2016年、NHK総合）[31]
- 三大巨匠 奇跡の名画～4Kでよみがえる黒澤・小津・溝口～ （2018年、NHK）[31]
- 関口宏の人生の詩II #49（2019年、TBS）[32]
- 徹子の部屋（多数出演、テレビ朝日）[31]
- カラーでよみがえる!大河ドラマ第1作「花の生涯」（2023年2月、NHK総合）[31]※当時を振り返るゲスト出演

### ラジオ
- 立体放送劇 火の山（1962年、NHK） - 第15回イタリア賞ステレオドラマ部門イタリア賞[33]
- CBCゴールデン劇場 放送即興劇 あるディスクジョッキー（1965年、CBCラジオ） - 第13回日本民間放送連盟賞ディスク番組部門優秀賞[34]
- ドラマ 青磁の色は空の色（1971年、文化放送） - 第26回芸術祭賞優秀賞[35]
- FMシアター 茶湯寺で見た夢（1999年、NHK-FM） - 第54回芸術祭賞優秀賞[36]
- FMシアター 天使の赤紙（2007年、NHK-FM）[37]
- ラジオ深夜便「女優が語る私の戦後」（2009年6月、NHKラジオ第1・FM）
- 日曜喫茶室（NHK-FM）

### 朗読
- ブラームス「マゲローネのロマンス」（ソプラノ: 平松英子 / レコード芸術・特選盤 / ミュージックスケイプ）
- 智恵子抄（ミュージックスケイプ）

### CM
- 日本専売公社（現JT）「タバコは動くアクセサリー」
- ハウス食品「グラタンシリーズ」（1970年代後半～1980年代初頭）
- ジョンソン「グレードエレガンス」（1980年代初頭）
- キリンビール「一番搾り」（2005年）[38]
- ローソン「プレミアムロールケーキ」（2010年）[38]
- サントリー「グルコサミン」（2010年 - 2011年）[38]

## ディスコグラフィー

### シングル
- 「暁の合唱」（作曲：古賀政男、作詞：西條八十。1955年（昭和30年）3月発売。コロムビア）

## 著書
- 『ひめゆりたちの祈り　沖縄のメッセージ』（1992年、朝日新聞社）のち文庫
  - 『ひめゆりたちの祈り　沖縄のメッセージ』（1993年、朝日新聞社〈朝日文庫〉）
- 『愛すればこそ スクリーンの向こうから』勝田友巳 編（2008年、毎日新聞社）
- 『凛たる人生 映画女優香川京子』香川京子 述, 立花珠樹著. （2018年、ワイズ出版）

## 関連書籍
- 『成瀬巳喜男 演出術 役者が語る演技の現場』（1997年、ワイズ出版）村川英 編
- 『君美わしく 戦後日本映画女優讃』（2000年、文藝春秋〈文春文庫 〉）川本三郎 著
- 『麗しの銀幕スタア』（2000年、小学館）秋山庄太郎 著
- 『成瀬巳喜男と映画の中の女優たち』（2005年、ぴあ）
- 『対談集 銀幕の大スタアたちの微笑』（2010年、日之出出版）白井佳夫 著
- 『人生の気品』（2017年、新日本出版社）
- 『小津安二郎 大全』（2019年、朝日新聞出版）インタビュー収録

## 受賞歴
- 第2回（1978年）日本アカデミー賞 優秀助演女優賞（『翼は心につけて』）
- 第64回（1990年度）キネマ旬報映画賞 助演女優賞（『式部物語』）
- 第14回（1990年）日本アカデミー賞 優秀助演女優賞（『式部物語』）
- 第3回（1993年度）日本映画批評家大賞 女優賞（『まあだだよ』）
- 第48回（1993年） 毎日映画コンクール・田中絹代賞（『まあだだよ』）
- 第36回（1993年） ブルーリボン賞助演女優賞（『まあだだよ』）
- 第17回（1994年）日本アカデミー賞 最優秀助演女優賞（『まあだだよ』）[39]
- 第5回（1995年度）日本映画批評家大賞 ゴールデン・グローリー賞
- 1998年 紫綬褒章受章。
- 第12回（2002年度）日本映画批評家大賞 助演女優賞（『阿弥陀堂だより』）
- 2004年 旭日小綬章受章。
- 第16回（2006年度）日本映画批評家大賞 サファイア大賞
- 第26回（2008年度）川喜多賞[40]
- 2011年 FIAF賞（国際フィルム・アーカイヴ連盟賞）受賞 - 日本人初
- 第41回（2018年）日本アカデミー賞 会長功労賞
- 第45回（2022年）山路ふみ子映画賞 映画功労賞（『島守の塔』）[41][42]